# Lleis de les dotze taules
Duodecim tabularum (Lleis de les dotze taules) van ser unes antigues lleis romanes. Va constituir el codi de lleis de la República de Roma, i va ser creat a partir de l'any 454 aC per posar fi al llarg enfrontament entre patricis i plebeus. Que eren els rics que construïen el senat i que van expulsar els reis gràcies al seu poder (patricis) i els agricultors, ramaders, comerciants... que volien tenir més drets i implicar-se en la política (plebeus).

### Les lleis
Les Lleis de les Dotze Taules van ser una codificació pública dels drets dels ciutadans romans tant en l’àmbit públic com privat. Aquestes dotze taules recollien el que fins aleshores eren lleis no escrites, enteses en la societat romana. La seva exhibició pública va permetre una societat més equilibrada entre els patricis romans, que eren educats i comprenien les lleis, i els plebeus, que tenien poca educació o experiència en matèria jurídica. Les Dotze Taules van proporcionar un mitjà de protecció per als plebeus, permetent-los evitar l’explotació financera i afegint equilibri a l’economia romana.
Algunes de les disposicions eren de caràcter procedimental per garantir l'equitat als tribunals, mentre que altres establien termes legals sobre delictes capitals, homicidis intencionats, traïció, perjuri, corrupció judicial i calúmnies. Els romans valoraven mantenir la pau a la ciutat i les Dotze Taules eren un mecanisme per establir i continuar la pau i la igualtat.
- Taula I: Procediments judicials
- Taula II: Disposicions addicionals sobre judicis
- Taula III: Execució de sentències
- Taula IV: Drets dels caps familiars
- Taula V: Tutela i lleis d’herència
- Taula VI: Adquisició i possessió
- Taula VII: Drets sobre la terra i delictes
- Taula VIII: Delictes i danys (Lleis sobre lesions)
- Taula IX: Dret públic
- Taula X: Dret sagrat
- Taula XI: Suplement I
- Taula XII: Suplement II

#### Taules I & II: Procediment per als Tribunals i Jutges i Disposicions Addicionals sobre Judicis
Aquestes dues taules tracten sobre els procediments judicials romans. La Taula I cobreix els procediments entre el demandat i el demandant, amb respostes a situacions potencials com quan l’edat o la malaltia impedeixen que el demandat es presenti. La Taula II estableix les quantitats financeres per a cada part segons l’origen del litigi i les normes sobre qui ha de presentar proves.

#### Taula III: Execució de Sentències
Aquesta taula inclou cinc normes sobre l’execució de sentències, especialment pel que fa als deutors i creditors. S'estableixen regles per mantenir la pau mitjançant la política financera.

#### Taula IV: Drets dels Caps Familiars
La quarta taula tracta sobre els drets específics dels patriarques de les famílies. Inclou decrets com l’eutanàsia per als nens amb deformitats greus i drets d’herència per als fills.

#### Taules V, VI & X: Drets de les Dones
Les Dotze Taules tenen seccions dedicades als drets legals de les dones, tractant sobre tutela, propietat i religió. Estableixen la seva posició legal i el seu estatus a la societat.

#### Taula VII: Drets sobre la Terra i Delictes
Aquesta taula tracta les disputes de propietat i altres normes sobre terrenys, incloent l’amplada de les carreteres i la responsabilitat dels residents per mantenir-les.

#### Taula VIII: Delictes i Danys (Lleis sobre Lesions)
Aquesta taula regula les infraccions entre ciutadans, incloent lesions físiques i compensacions monetàries, així com danys a propietats.

#### Taula IX: Dret Públic
Aquesta taula prohibeix l'execució d'un ciutadà sense condemna, el suborn de jutges i l'extradició a poders enemics.

#### Suplements: Taules XI & XII
- Taula XI: Prohibició del matrimoni entre classes socials.
- Taula XII: Responsabilitats legals dels esclaus que cometen robatoris o danys amb el coneixement del seu amo.

Les Lleis de les Dotze Taules van ser fonamentals per establir la base legal de la societat romana, proporcionant una estructura clara i pública que garantia la justícia i l’equitat per a tots els ciutadans.

### Procés
L'any 462 aC a proposta del tribú de la plebs Gai Terenci Arsa que havia demanat a través de la llei Terentia de legibus consularis imperii una comissió de cinc homes (Quinque viri) per establir una legislació que delimités els poders dels cònsols, es va trobar amb l'oposició dels patricis que van exercir violència contra els plebeus, segons diu Titus Livi. L'any 454 aC (300 de la fundació de Roma) al cap de nou anys de lluites entre patricis i plebeus es va acordar d'enviar una comissió de tres persones a Grècia per recollir informació de les constitucions dels diversos estats d'aquell territori que els pogués servir. Van viatjar per Grècia durant un any i al seu retorn, després de considerables discussions, van decidir nomenar deu compromissaris (Decemviri 'Decemvirs'), coneguts amb el nom de Decemviri Legibus Scribundis Consulari Imperio. Per aquell any no es van nomenar altres magistrats, ni tan sols els dos tribuns que corresponien. Els deu decemvirs erer tots patricis.
Aquestes lleis haurien de posar fi a l'enfrontament entre patricis i plebeus, regulant l'accés d'aquests darrers als drets de ciutadania. Es va confiar als decemvirs l'autoritat suprema en lloc dels cònsols, i el dret d'apel·lació tindria com a contrapartida la subjecció dels cònsols a un codi de lleis escrit.
Els decemvirs van redactar les Lleis a les quals en endavant devia subjectar-se l'exercici de les altes magistratures romanes. Al primer any del decemvirat es van escriure Deu taules, que es van sotmetre a ratificació pels comicis centuriats i pel senat, i després van ser gravades en deu taules de bronze i clavades al Fòrum. Algunes lleis van necessitar retocs i ampliacions, i es va creure que en faltaven de noves. Es va nomenar un nou decemvirat, que segons Dionís d'Halicarnàs tenia entre els seus components a tres plebeus, que va afegir durant l'any següent dues noves taules amb nova legislació, que també van ser referendades, escrites sobre bronze i fixades al Fòrum. Així va sorgir la Llei de les dotze taules, espècie de Constitució o Codi legal romà.
El cos legal de les dotze taules va ser publicat sota els cònsols Luci Valeri Potit i Marc Horaci Barbat l'any 449 aC. Va ser el primer i únic codi legal fins al temps de Justinià I. Les seves lleis són conegudes com a Leges Decemvirales, Lex Decemviralis, Leges XII, Leges XII tabularam o Duodecim o simplement "les lleis" o "la llei".
Encara que la nova Llei no va suposar grans innovacions, va dulcificar la sort dels pagesos pobres al fixar un tipus d'interès màxim (10%) i amenaçar amb greus penes als usurers. Es va mantenir la prohibició de matrimonis entre patricis i plebeus. La supressió del tribunat va deixar el dret d'apel·lació en mans dels comicis centuriats. Els cònsols devien subjectar-se a un dret escrit amb una llei igual i comú per a tots. Les dotze taules contenien matèries legals sobre dret públic i privat; el dret públic va patir molts canvis amb el pas dels anys però el privat va romandre com a legislació bàsica del romans. Ciceró diu que moltes de les lleis havien quedat fora d'ús al seu temps, però els principis generals es mantenien.
Però uns esdeveniments extraordinaris (certs abusos de poder comesos pel decemvir Appi Claudi Cras, envoltats de llegenda) van provocar una rebel·lió i van aconsellar restablir el tribunat, i així ho van pactar les dues faccions; si d'una banda els cònsols quedaven subjectes a les restriccions de la Llei escrita, per una altra els Tribuns no podien oposar-se a les ordres del dictador. Els tribuns van conservar la competència sobre els judicis que tinguessin per sentència una multa. En canvi el comicis per tribus o comicis tribunats van perdre la seva competència en causes capitals però tot magistrat romà, en compensació, havia de concedir el recurs d'alçada com a mesura general en prendre possessió.
Poc després als cònsols se'ls va privar de l'administració de la caixa militar que va passar als tresorers militars (quaestores militum) designats d'entre els ciutadans patricis pels tribuns de la plebs (des del 447 aC. = 307 de la fundació de Roma) i votats pels comicis tribunats. Aquesta decisió va ser la primera en què un plebiscit va adquirir rang de llei. Més tard els tribuns van obtenir veu consultiva al senat, i podien assistir a les seves sessions, i oposar-se als senatusconsultum.
Poc després per mitjà de la llei Canuleia (445 aC = 309 de la fundació de Roma) es va permetre el matrimoni entre patricis i plebeus (i els fills d'aquestes unions desiguals se situarien a la mateixa classe social que el pare). També es va disposar que els plebeus podrien ocupar càrrecs públics.
La mateixa llei Canuleia va disposar l'any 445 aC la creació dels tribuns militars amb potestat consular (tribuni militum cum consulari potestate), en nombre de sis (existien ja els tribuns militars simples, que eren sis per a cada legió), elegibles pel comicis centuriats, pel mateix termini que els cònsols (un any), i d'extracció plebea.
Amb l'abolició de les leges Actiones va entrar nova legislació que va interferir en les lleis de les dotze taules que mai es van restablir en tota la seva vigència. De fet es van convertir en l'origen de les lleis civils i del drets consuetudinari. Algunes lleis de les dotze taules com les de successió eren tant perfectes que els juristes de segles posteriors no hi van trobar res per modificar, i tots parlen de la precisió de les normes i la claredat del llenguatge.